# Oskar Svensson
Erik Oskar Svensson, född 7 september 1995 i Kristine församling i Falun, är en svensk längdskidåkare. Svensson tävlar sedan säsongen 2011/2012 för Falun Borlänge SK, tidigare Korsnäs IF SK. Vid OS i Pyeongchang 2018 kom Svensson på en femteplats i sprint.
Svensson gick på Mora skidgymnasium år 2011-2015 och har som främsta juniormerit ett individuellt JVM-silver i sprint från Val di Fiemme år 2014 samt totalt 7 individuella JSM-guld. Den 1 mars 2014 debuterade han i världscupen och han tog sina första poäng i Otepää den 17 januari 2015. Första pallplatsen i världscupen kom den 15 januari 2017 då han kom tvåa i sprintstafett i Toblach tillsammans med Karl-Johan Westberg.  Andra pallplatsen och första segern togs under Tour de Ski i klassisk sprint, 9 januari 2021.
Svensson deltog vid VM i Lahtis 2017 (nittonde plats i sprint, fristil) och VM i Seefeld 2019 (10:a i sprint, 29:a i skiathlon, 4:a i teamsprint och 5:a i stafett). Han deltog vid OS i Pyeongchang 2018 (femte plats i sprint, klassisk stil).

## Resultat

### Pallplatser i världscupen

#### Individuella pallplatser
Svensson har tre individuella pallplatser i världscupen: två segrar och en andraplats.
| Säsong  | Datum           | Plats         | Disciplin  | Placering |
| ------- | --------------- | ------------- | ---------- | --------- |
| 2020/21 | 9 januari 2021  | Val di Fiemme | Sprint (K) | 1:a       |
| 2020/21 | 31 januari 2021 | Falun         | Sprint (K) | 2:a       |
| 2020/21 | 6 februari 2021 | Ulricehamn    | Sprint (F) | 1:a       |

#### Pallplatser i lag
I lag har Svensson två pallplatser i världscupen: en andraplats och en tredjeplats.
| Säsong  | Datum           | Plats   | Disciplin         | Placering | Lagkamrat(er)       |
| ------- | --------------- | ------- | ----------------- | --------- | ------------------- |
| 2016/17 | 15 januari 2017 | Toblach | Sprintstafett (K) | 2:a       | Karl-Johan Westberg |
| 2024/25 | 31 januari 2025 | Cogne   | Sprintstafett (K) | 3:a       | Calle Halfvarsson   |

### Olympiska spel
| Tävling          | 15 km | Skiathlon | 50 km | Sprint | Stafett | Lagsprint |
| ---------------- | ----- | --------- | ----- | ------ | ------- | --------- |
| Pyeongchang 2018 | —     | —         | —     | 5:e    | —       | —         |
| Peking 2022      | -     | -         | -     | 6:e    | 4:a     | 4:a       |

### Världsmästerskap
| Tävling         | 15 km | Skiathlon | 50 km | Sprint | Stafett | Lagsprint |
| --------------- | ----- | --------- | ----- | ------ | ------- | --------- |
| Lahti 2017      | —     | —         | —     | 19:e   | —       | —         |
| Seefeld 2019    | —     | 29:e      | —     | 10:e   | 5:e     | 4:e       |
| Oberstdorf 2021 | —     | —         | —     | 6:e    | 4:e     | 6:e       |